# Universiteit van Poitiers

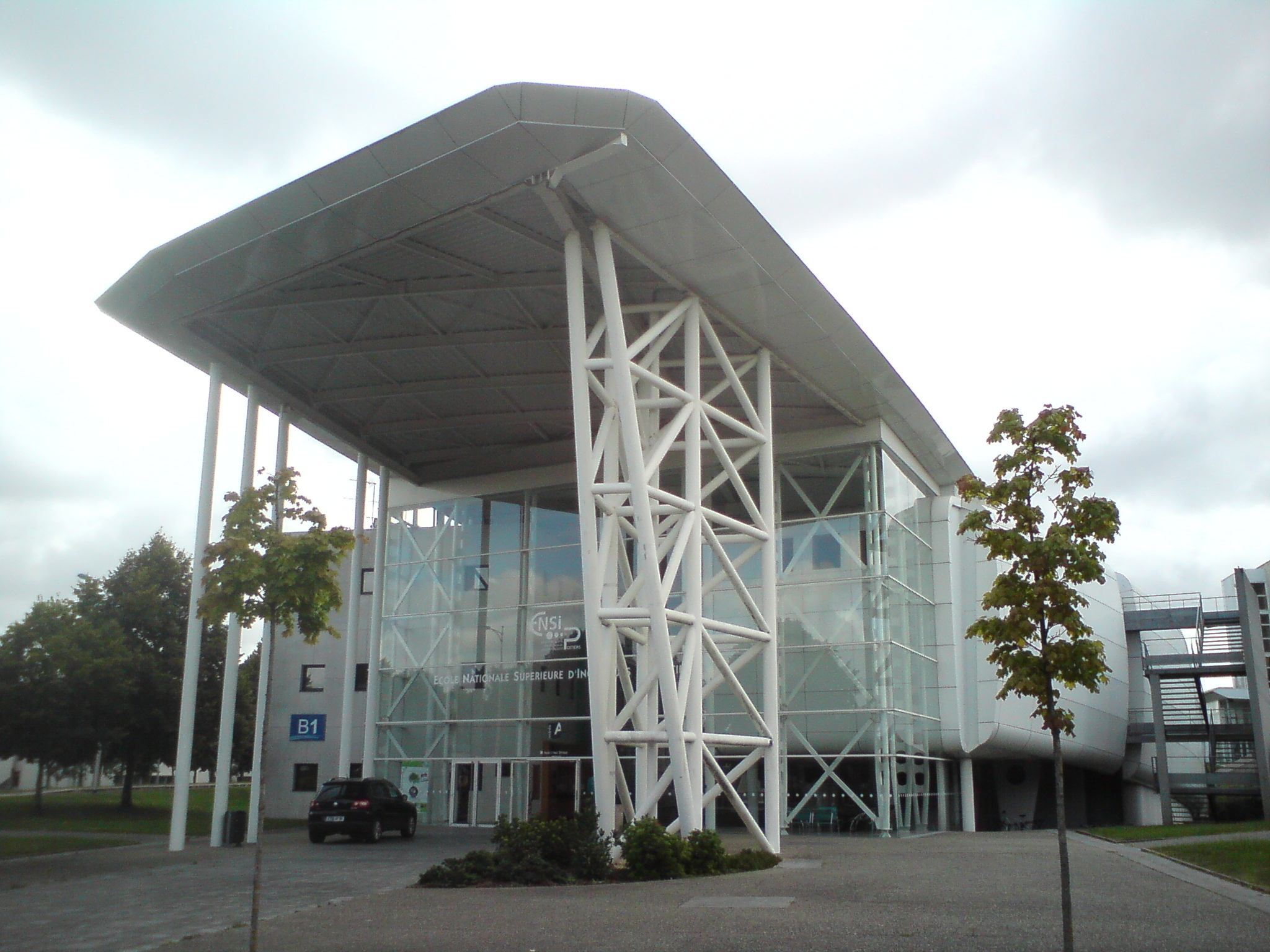
École nationale supérieure d'ingénieurs de Poitiers (ENSIP)

De universiteit van Poitiers (Frans:Université de Poitiers) is een Franse universiteit gevestigd in de stad Poitiers. Ze is een van de twee universiteiten die gelegen is in de regio Poitou-Charentes. Verder is deze instelling voor hoger onderwijs actief op meerdere onderzoeksdomeinen en wordt het studentenaantal geplaatst op zo'n 24000 (in 2008). De universiteit is lid van het consortium PRES Limousin - Poitou-Charentes en beschikt over zogenaamde "uitgebreide bevoegdheden" (compétences élargies) ter uitvoering van de wet betreffende de vrijheden en verantwoordelijkheden van de universiteiten van januari 2010.

## Geschiedenis
De universiteit van Poitiers behoort tot de oudste in Frankrijk. Ze werd opgericht in 1431 op vraag van koning Karel VII van Frankrijk als blijk van loyaliteit die hij steeds heeft getoond ten aanzien van de toenmalige provincie Poitou. De oprichting vond dus plaats binnen de context van de Honderdjarige Oorlog waarbij de bezetting van Parijs door de Engelsen de verbanning van een deel van de Universiteit van Parijs met zich had meegebracht. Op 29 mei 1431 zorgde de pauselijke bul van paus Eugenius IV voor de goedkeuring van de oprichting van de universiteit. De brieven van de Franse koning op 16 maart 1432 bekrachtigden de beslissing. Op dat moment bestond de universiteit slechts uit vijf faculteiten: theologie, kerkelijk recht, burgerlijk recht, geneeskunde en kunsten. Tevens waren het de naar Poitiers gevluchte professoren van de Universiteit van Parijs die Jeanne d'Arc hadden onderzocht om te bepalen of ze de waarheid sprak over de goddelijke stemmen die ze hoorde. In de zestiende eeuw oefende de universiteit haar invloed uit op het culturele leven van het dorp en was het ook beschouwd als de op een na beste na de Parijse universiteit. Van de 4000 studenten die toen aan de universiteit studeerden, zijn er enkele beroemd geworden waaronder Joachim Du Bellay, Jean-Louis Guez de Balzac, François Rabelais, René Descartes, Francis Bacon en Scévole de Sainte Marthe. Na de tijdelijke sluiting tijdens de Franse Revolutie door een verbod op provinciale universiteiten, kon de Universiteit van Poitiers heropenen in 1896. Deze heroprichting kwam tot stand met de fusie van verscheidene scholen en beschikte over nieuwe faculteiten zoals de faculteit wetenschappen en de faculteit letteren.
De universiteit opgericht in 1984 École Nationale Supérieure d'Ingénieurs de Poitiers (ENSIP).